# Ibne Taifur
Ibne Taifur ou ibn Tayfur foi o último reisete da Taifa de Mértola. Viveu na primeira metade do século XI e o seu pequeno reino teve o mesmo destino das restantes pequenas taifas do sul da Península Ibérica, tendo sido anexado pela Taifa de Sevilha por Abade Almutadide.
Pouco se sabe sobre este governante, que tomou o poder de forma autónoma na zona de Mértola em 1023 e em 1030 foi aliado dos aftácidas da Taifa de Badajoz na guerra destes contra os abádidas de Sevilha, liderados por Abu Alcacim Maomé. Nesse ano, um irmão de ibne Taifur foi crucificado em Sevilha pelo rei sevilhano por ter participado nos ataques a Beja (uma possessão abádida) comandados pelo príncipe Maomé Almuzafar, filho de Abedalá de Badajoz.